# 2-й винищувальний корпус (Третій Рейх)
II винищувальний корпус (нім. II. Jagdkorps) — авіаційний корпус винищувальної авіації Люфтваффе за часів Другої світової війни.

## Історія
2-й винищувальний корпус сформований 15 вересня 1943 року у Шантійї на основі Головного командування винищувальної авіації «Захід» (нім. Höherer Jagdfliegerführer West). Брав активну участь у боях на Західному фронті.

## Командування

### Командири
- генерал-лейтенант Вернер Юнк (нім. Werner Junck) (15 вересня 1943 — 30 червня 1944);
- генерал авіації Альфред Бюловіус (нім. Alfred Bülowius) (1 липня — 15 жовтня 1944);
- генерал-майор Дітріх Пельтц (15 жовтня 1944 — 12 січня 1945);
- генерал-майор Карл-Едуард Вільке (нім. Karl-Eduard Wilke) (12 — 26 січня 1945, ТВО).

## Дислокація штабу корпусу
| Початок         | Завершення      | Місто         |
| --------------- | --------------- | ------------- |
| 15 вересня 1943 | серпень 1944    | Шантійї/Гув'є |
| серпень 1944    | 10 вересня 1944 | Рошфор        |
| 10 вересня 1944 | 26 січня 1945   | Фламмерсфельд |

## Підпорядкованість корпусу
| Початок         | Завершення      | Об'єднання                     |
| --------------- | --------------- | ------------------------------ |
| 15 вересня 1943 | 25 вересня 1944 | 3-й повітряний флот            |
| 26 вересня 1944 | 26 січня 1945   | Командування Люфтваффе «Захід» |